# 克利夫兰管弦乐团
克利夫兰管弦乐团（英語：Cleveland Orchestra）是美国俄亥俄州克利夫兰的一支管弦乐团。它是美国五大管弦乐团之一，也是世界上最优秀的管弦乐团之一，並被认为是美国最“欧化”的乐团。

## 背景
克利夫兰管弦乐团成立于1918年，第一任首席指挥是尼古拉·索科洛夫（1918年–1933年）。成立之初，乐团就已经积极参与广播和录音活动。曾任乐团的首席指挥有阿尔图·罗津斯基（1933年–1943年）、埃里希·莱恩斯朵夫（1943年–1944年）、乔治·塞尔（1946年–1970年）、皮埃尔·布列兹（1970年-1972年担任音乐顾问）、洛林·马泽尔（1972年–1982年）和克里斯托夫·冯·多赫南伊（1984年–2002年）。
目前首席指挥是弗朗兹·威尔瑟-莫斯特（2002年起）。

## 演出場館
其演奏廳（Severance Hall）位於克利夫兰市東邊的大學圈（University Circle）。

## 外部連結
- 官方网站（英文）
- 克利夫兰管弦乐团的Discogs页面 （英文）